# Markims distrikt
Markims distrikt är ett distrikt i Vallentuna kommun och Stockholms län. 
Distriktet ligger i nordvästra delen av kommunen.

## Tidigare administrativ tillhörighet
Distriktet inrättades 2016 och utgörs av socknen Markim i Vallentuna kommun.
Området motsvarar den omfattning Markims församling hade vid årsskiftet 1999/2000.